# Lost (песня Linkin Park)
«Lost» — песня американской рок-группы Linkin Park. Первоначально была записана для их второго студийного альбома Meteora (2003), но официально выпущена 10 февраля 2023 года в качестве первого сингла с переиздания альбома Meteora в честь его 20-летия.

## Предыстория и выпуск
Linkin Park ранее уже выпускали переиздания своих альбомов. В 2020 году был переиздан дебютный альбом Hybrid Theory (2000) с ранее неопубликованными песнями. В 2022 году была выпущена делюкс-версия альбома Minutes to Midnight (2007). Переиздание Meteora было выпущено 7 апреля 2023 года.
Песня «Lost» первоначально была записана в 2002 году, когда Linkin Park готовили материал для своего второго студийного альбома Meteora (2003). Группа намекнула на выпуск материала, когда во второй половине января 2023 года опубликовала на своём сайте обратный отсчёт, который позже был заменён на головоломку. Группа также поделились фрагментом песни в социальных сетях. Песня официально выпущена 10 февраля 2023 года в рамках продвижения переиздания Meteora, посвящённого 20-летию его выпуска.
Майк Шинода писал: «Найти „Lost“ было всё равно что найти любимую фотографию, о которой вы забыли, как будто она ждала подходящего момента, чтобы проявиться». По словам Шиноды, фанаты годами просили песни, содержащие голос ныне покойного ведущего вокалиста Честера Беннингтона (покончил с собой 20 июля 2017 года), и заявили, что «Lost» — один из неизданных треков с вокалом Беннингтона, который будет включён в переиздание Meteora.

## Композиция
«Lost» была описана как песня в стиле ню-метал с элементами электроники. Было отмечено, что «Lost» по звучанию похожа на другие песни с альбома Meteora «Breaking the Habit» и «Numb», поэтому в конечную версию альбома песню решили не включать. Майк Шинода в интервью для издания Vulture 3 апреля 2023 года, на вопрос о том, как группа потеряла песню «Lost» изначально, ответил: «Мы сделали около 20 треков для Meteora. Мы знали, что в альбоме будет 12, а „Lost“ был 13-м треком. С точки зрения тона у него было слишком много общего с „Numb“, поэтому мы отложили его в сторону».

## Музыкальное видео
10 февраля 2023 года на официальном YouTube-канале группы было опубликовано музыкальное видео на песню «Lost». Над клипом работали продюсер и аниматор pplpleasr и студия Web3. Музыкальное видео в стиле аниме анимировано как старое AMV. При его создании использовалась нейросеть Kaiber. В видео присутствует множество отсылок к прошлым видео Linkin Park и другим элементам группы. За семь часов видео набрало 691 тысячу просмотров.

## Чарты
| Чарт (2023)                                  | Высшая позиция |
| -------------------------------------------- | -------------- |
| Австрия (ARIA)                               | 49             |
| Австрия (Ö3 Austria Top 40)                  | 9              |
| Канада (Canadian Hot 100)                    | 28             |
| Канада (Billboard Rock)                      | 1              |
| Чехия (Rádio — Top 100)                      | 46             |
| Чехия (Singles Digitál Top 100)              | 17             |
| Франция (SNEP)                               | 143            |
| Финляндия (Suomen virallinen lista)          | 24             |
| Германия (GfK)                               | 5              |
| Global 200 (Billboard)                       | 18             |
| Греция (IFPI Greece International)           | 21             |
| Венгрия (Single Top 40)                      | 4              |
| Венгрия (Stream Top 40)                      | 30             |
| Ирландия (IRMA)                              | 51             |
| Япония (Billboard Japan Hot Overseas)        | 20             |
| Литва (AGATA)                                | 33             |
| Люксембург (Billboard)                       | 15             |
| Нидерланды (Dutch Top 40)                    | 37             |
| Нидерланды (Single Top 100)                  | 98             |
| Новая Зеландия (RMNZ Hot Singles)            | 2              |
| Португалия (AFP)                             | 59             |
| Словакия (Singles Digitál Top 100)           | 43             |
| Швеция (Sverigetopplistan Heatseeker)        | 7              |
| Швейцария (Schweizer Hitparade)              | 16             |
| Великобритания (OCC UK Singles)              | 18             |
| Великобритания (OCC UK Rock & Metal)         | 1              |
| США (Billboard Hot 100)                      | 38             |
| США (Billboard Hot Rock & Alternative Songs) | 4              |
| США (Billboard Rock & Alternative Airplay)   | 1              |

## История выпуска
| Регион | Дата            | Формат                       | Лейбл  | Ист.          |
| ------ | --------------- | ---------------------------- | ------ | ------------- |
| Разные | 10 февраля 2023 | цифровое скачивание стриминг | Warner | [ 6 ]         |
| Италия | 10 февраля 2023 | радиоротация                 | Warner | [ 44 ]        |
| США    | 14 февраля 2023 | радиоротация                 | Warner | [ 45 ] [ 46 ] |